# Tămădău Mare (gmina)
Tămădău Mare – gmina w Rumunii, w okręgu Călărași. Obejmuje miejscowości Călăreți, Dârvari, Plumbuita, Săcele, Șeinoiu, Tămădău Mare i Tămădău Mic. W 2011 roku liczyła 2640 mieszkańców. 